# Monuments to Courage
Monuments to Courage: Victoria Cross Monuments and Headstones é um livro de dois volumes escrito por David Charles Harvey sobre as sepulturas de 1322 dos 1350 condecorados com a Cruz Vitória (CV). O livro tem 896 páginas e mais de 5000 ilustrações, além de um índice que permite facilidade na consulta. Não há ISBN. O livro também apresenta uma introdução da Princesa Alexandra e um prefácio assinado por um distinguido com a CV, o australiano Sir Roden Cutler.